# Юріс Подніекс
Юріс Подніекс (латис. Juris Podnieks; 5 грудня 1950, Рига — 23 червня 1992, Кулдигський район, Латвія) — латвійський режисер, сценарист і оператор.

## Біографія
Народився 5 грудня 1950 в Ризі. Батько — Борис Карлович Подніекс — актор, диктор радіо, який за рівнем ідеологічного впливу на аудиторію Латвії відповідного періоду, на думку ряду джерел, порівнювався з важливістю Юрія Левітана.
1975 року Подніекс закінчив заочне відділення операторського факультету ВДІКу (майстерня О. Родіонова). З 1967 працював на Ризькій кіностудії асистентом оператора, оператором, а з 1977 — режисером. Одна з йог перших робіт «Колиска» (латис. «Šūpulis») отримала премію на Лейпцизькому фестивалі документального кіно.
Довгий час співпрацював як асистент і оператор з класиком ризької школи документального кіно Герцем Франком. Помітний фільм цього часу — «Старше на 10 хвилин» (латис. «Vecāks par 10 minūtēm») (1978). У 1981 картина Подніекса «Брати Кокарс» (латис. «Brāļi Kokari») про відомих диригентів народних хорів отримала перший приз на Київському МКФ «Молодість».
У 1982 вийшов фільм «Сузір'я стрільців» (латис. «Strēlnieku zvaigznājs»), який розповідав про Латвійських стрільців. Фільм став документальним фільмом року на латвійському кінофестивалі «Великий Крістап». У самій Латвії фільм викликав справжнє потрясіння. Про нього багато писали, на нього ходили трудовими колективами, обговорювали на зборах.
З 1983 по 1986 разом з Артемієм Троїцьким і Янісом Шіпкевіцем вів на латвійському телебаченні програму «Відеоритми» (латис. «Videoritmi»). Це була молодіжна програма, яка йшла в нічний час і в якій можна було побачити західні відеокліпи. На замовлення ресторану Cabourgh знімав кліпи з Валерієм Леонтьєвим і Аллою Пугачовою.
Міжнародну популярність Подніекс отримав в 1987 завдяки фільму «Чи легко бути молодим?» (латис. «Vai viegli būt jaunam?»). Фільм на початку соціально-політичних змін середини 1980-х стає першою документальною подією одного з нових жанрів: «проблемного» фільму про молодь. Фільм отримує безліч вітчизняних і зарубіжних призів. Картину закуповують телекомпанії десятків країн світу.
Невдовзі Юріс заснував свою студію. Після смерті Подніекса студію названо на його честь- (латис. «Jura Podnieka Studija» (JPS)) «Студія Юріса Подніекса».
У 1990 Подніекс закінчив фільм «Хресний шлях» (латис. «Krustceļš») про Свято пісні та рух латвійського народу до незалежності. У січні 1991 знімальна група Подніекса знімала зіткнення у Вільнюсі та Ризі. Під час подій у Ризі були вбиті оператори групи Юріса Андріс Слапіньш і Гвідо Звайгзне. Пізніше ці зйомки увійдуть до фільму-післямови фільму «Хресний шлях».
У 1991 вийшов у світ фільм «Кінець імперії».
Юріс Подніекс трагічно загинув 23 червня 1992 під час Ліго на озері Звіргзду, де пірнав з аквалангом. За офіційною версією — потонув. Тіло було знайдено в озері лише через тиждень.

### Припущення причин загибелі
23 червня 1992 Юріс разом з друзями і своїм сином вирушили на одне з озер, розташованих на Балтійському узбережжі. У компанії обмежено вживали алкогольні напої. Подніекс пірнув, а через деякий час його, на мить випірнувшого, побачив син. На Юрісу вже не було маски, щось крикнувши, він знову пішов під воду. Тіло було знайдено тільки на восьмий день. Розтин тіла викликав питання: асфіксія наступила на глибині 8 метрів. Як Подніекс міг там опинитися, якщо почав відчувати, що з аквалангом щось не в порядку? Акваланг виявився несправним, клапан пропускав воду. Кримінальної справи порушено не було. Через 7 років з архіву Генпрокуратури Латвії зникли всі дані експертизи та обстеження, які проводилися на місці трагедії.
У січні 1991 в Ризі відраз двох операторів з команди Подніекса (Андріса Слапіньша і Гвідо Звайгзне) вбили невідомі. Можливо, Подніекса контролювали спецслужби із завданням знищити і режисера. Питання активно обговорювали ЗМІ: «комусь потрібно було зробити з Юріса героя, але й дражнити могутніх гусей з КДБ теж не хотілося, становище в Латвії тоді було вибухонебезпечне, досить було однієї іскри». Подніекс знімав майже всі криваві конфлікти при розвалі СССР. Він хотів піти від хроніки в чисте мистецтво. Але його зйомки допомагали прокуратурі в розслідуванні справ, які не хотіли відкривати спецслужби. Так сталося і після січневих подій 1991. "У його об'єктив чомусь завжди потрапляло головне. Може бути, за це і поплатилися його оператори та він сам? (Журнал «Огоньок»).

## Фільмографія

### Режисер
- 1976 — Лієпайські чоловіки
- 1976 — Колиска
- 1978 — Брати Кокарс
- 1979 — Білий «Аве Сол» (також автор сценарію)
- 1979 — По конях, хлопці! (Також автор сценарію)
- 1982 — Співає Алла Пугачова
- 1982 — Сузір'я стрільців (також автор сценарію)
- 1982 — Яункемери (також автор сценарію)
- 1984 — Командир
- 1985 — Котить Сізіф камінь (також автор сценарію)
- 1986 — Кабург (також автор сценарію)
- 1986 — Чи легко бути молодим? (Також автор сценарію)
- 1989 — Ми
- 1990 — Хресний шлях (також автор сценарію)
- 1991 — Кінець Імперії (також автор сценарію)
- 1991 — Післямова (також автор сценарію)
- 1992 — Час мовчання (також автор сценарію)

### Оператор
- 1974 — Роздуми перед стартом
- 1975 — Заборонена зона
- 1975 — Ритми сонця
- 1976 — Лієпайські чоловіки
- 1978 — Брати Кокарс
- 1978 — Новели по телефону
- 1978 — Старше на 10 хвилин
- 1979 — Білий «Аве Сол»
- 1979 — По конях, хлопці!
- 1980 — Розмова з королевою
- 1981 — У підніжжя Олімпу
- 1982 — Яункемери
- 1983 — Латвія — мій будинок
- 1983 — Ярмарок
- 1986 — Ігри Доброї волі
- 1986 — Кабург
- 1989 — Ми
- 1990 — Кільце Намея
- 1990 — Хресний шлях
- 1991 — Кінець Імперії
- 1991 — Післямова
- 1992 — Час мовчання

## Нагороди
- 1985 — Приз «Великий Крістап» за найкращий документальний фільм року («Котить Сізіф камінь»)
- 1986 — Приз «Великий Крістап» за найкращий документальний фільм року («Чи легко бути молодим?»)
- 1986 — ВКФ «Молодість» в Києві, приз за найкращий фільм («Котить Сізіф камінь»)
- 1987 — Премія Американської міжнародної асоціації документального кіно за фільм «Чи легко бути молодим?» (одна з п'яти нагород)
- 1987 — Премія «Ніка» за найкращий неігровий фільм за фільм «Чи легко бути молодим?»
- 1987 — ВКФ молодих кінематографістів в Тбілісі, Головний приз за фільм «Чи легко бути молодим?»
- 1988 — МКФ в Каннах, приз FIPRESCI за фільм «Чи легко бути молодим?»
- 1988 — МКФ в Берліні, участь в Програмі «Панорама» («Чи легко бути молодим?»)
- 1991 — Приз Британського королівського телевізійного товариства, Головний приз за фільм «Ми».
- 1991 — Приз «Великий Крістап» за найкращий документальний фільм року («Хресний шлях»)
- 1991 — МКФ соціальних документальних фільмів у Флоренції, Головний приз за фільм «Хресний шлях».
- 2010 — Оден Вієстура присуджений посмертно